# فهرست نشریات نامعتبر خارجی وزارت علوم، تحقیقات و فناوری
لیست سیاه وزارت علوم (به انگلیسی: Black List) فهرست اسامی و مشخصات مجلات بی‌اعتباری را در بر دارد که هر ساله پس از بررسی کارشناسان وزارت علوم منتشر می‌شود و کمک شایانی به پژوهشگران و اساتید در شناسایی مجلات بی‌اعتبار می‌کند.

## بررسی اعتبار مجلات قبل از ارسال مقاله
ممکن است ژورنالی در لیست مؤسسه تامسون رویترز یا پایگاه استنادی جهان اسلام یا غیره وجود داشته باشد اما وزارت علوم آن ژورنال را سیاه معرفی کرده باشد و برعکس ممکن است ژورنالی از لیست مؤسسه تامسون حذف شده باشد و وزارت علوم هنوز این ژورنال را بررسی نکرده یا در مورد آن اعلام نظر نکرده باشد. پس ملاک تصمیم‌گیری دانشجویان، پژوهشگران و اساتید در مورد اعتبار ژورنال‌های دارای نمایه ISI می‌بایست هر دو مرجع یعنی مؤسسه تامسون و لیست سیاه وزارت علوم باشد